# Jardin Janis-Joplin
Le jardin Janis Joplin (anciennement square Paganini) est un square du 20e arrondissement de Paris dans le quartier de Charonne.

## Situation et accès
Le site est accessible par le 48, boulevard Davout.
Il est desservi par la ligne 9 à la station Porte de Montreuil.

## Origine du nom
Le square tient son nom de l'artiste américaine Janis Joplin (1943-1970).

## Historique
La dénomination a été votée à l'unanimité du conseil du 20e arrondissement (juin 2019) et du Conseil de Paris de juillet 2019.